# Journal of Photochemistry and Photobiology A
Journal of Photochemistry and Photobiology A: Chemistry is een internationaal, aan collegiale toetsing onderworpen wetenschappelijk tijdschrift op het gebied van de fotochemie.
De naam wordt in literatuurverwijzingen meestal afgekort tot J. Photochem. Photobiol. A
Het wordt uitgegeven door Elsevier en verschijnt maandelijks.
Het eerste nummer verscheen in 1987.